# Natasha Lacy
Natasha Lacy, née le 8 juillet 1985 à El Paso (Texas) est une joueuse de basket-ball américaine.

## Biographie
Draftée en 2008 par le Shock de Détroit en 28e position, elle effectue sa saison rookie en 2010 pour le Shock de Tulsa.
Elle commence la saison 2012-2013 à Elitzur Ramla, mais elle est libérée par le club en raison de problèmes financiers. Elle signe mi-novembre à Košice pour remplacer Riquna Williams.
Le Liberty de New York la signe en juillet 2014 pour remplacer Chucky Jeffery. 
En 2014-2015, elle commence la saison à Mersin et la finit à Hatay, pour 14,5 points, 6,6 rebonds et 7,1 passes décisives avec deux triple-doubles.

## Clubs
- 2008-2009:  K.V. Imperial AEL Limassol
- 2009-2010:  Maccabi Bnot Ashdod
- 2010-2011:  Hondarribia-Irún
- 2011-2012:  Ceyhan Belediyespor
- 2012-2013:  Elitzur Ramla  puis  K Cero I.C.P. Košice
- 2014-2015 :  Mersin BSB
- 2014-2015 :  Hatay BSB
- 2015- :  Canik Belediye

WNBA
- 2010 : Shock de Tulsa
- 2011 : Sparks de Los Angeles
- 2012 : Mystics de Washington
- 2013 : Sun du Connecticut
- 2014 : Liberty de New York

## Palmarès
- Coupe de Pologne: 2013[7]